# 2018年反假新闻法令
2018年反假新闻法令（英語：Anti-Fake News Act 2018）是一套由马来西亚国会上下两院于2018年4月3日通过，并于同年4月9日获得第15任最高元首苏丹莫哈末五世陛下御准的联邦法令。该法令于2018年4月11日在联邦宪报颁布，并于当日正式生效。
该法案的立法过程极具争议，并受到马来西亚国内外许多人士与组织的关注和反对，有者更认为法案是针对马来西亚国内外有关时任首相纳吉·阿都拉萨涉及该国主权基金一个马来西亚发展有限公司丑闻（1MDB）的舆论。该法案在马来西亚国会下议院通过前，人权组织通过了一项决议要求马来西亚国会撤回该法案。
2018年5月9日，马来西亚举行大选，并实现了自立国以来的首次政党轮替。新上台的马哈迪·莫哈末政府同年8月在国会提呈废除此法的动议，获下议院三读通过，唯遭反对党佔多数的上议院驳回。经过法定的一年冷静期限后，政府于2019年10月再次提呈废除假新闻法的动议，下议院再次三读通过，上议院则仍未作出表决。

## 法案内容
《2018年反假新闻法令》共由3大部分以及14个项目组成，由英文和马来文撰写。
- 第1部分：初步（Preliminary）
- 第2部分：罪行（Offences）
- 第3部分：删除包含假新闻的出版物的命令（Order for Removal of Publication Containing Fake News）

## 争议
《2018年反假新闻法令》是一项极具争议的联邦法令，该法令在立法过程也常常受到来自国内外人士与组织的强烈反对。法律专家认为，这项前朝国阵政府在今年4月通过的法令，赋予政府过多的权力，包括允许政府提控或扣留任何其认为是在发布假新闻的人。
2018年3月27日，前首相马哈迪·莫哈末在接受《诗华日报》采访时指出，政府向国会提呈《2018年反假新闻法案》含有政治目的，为的是约束反对党继续提出对政府不利的消息。他指出，政府要落实反假新闻法案，让人联想到他们的政治目的是希望藉由该法案赋权政府，逮捕批评政府的人士。
2018年3月29日，人权组织发布文告表示，马来西亚政府提出对“假新闻”科以刑罚的法案，是一种直接侵袭言论自由的做法，国会应予撤回。人权组织亚洲区主任布莱德・亚当斯（Brad Adams）表示，《2018年反假新闻法令》显然是针对马来西亚国内外有关时任首相纳吉·阿都拉萨涉及该国主权基金一个马来西亚发展有限公司丑闻（1MDB）的舆论。
2018年4月27日，马来西亚网络媒体《当今大马》透过所属公司母公司入稟吉隆坡高等法院，提出司法审核申请，要求法庭宣判《2018年反假新闻法令》牴触《马来西亚联邦宪法》第5（1）和10（1）条文，並与第8（1）条文同读，因此无效。《当今大马》的代表律师为哥巴斯里南则坚称，《反假新闻法令》確实会对《当今大马》的新闻报道工作造成负面影响。

## 废除法案
在2018年马来西亚大选后，国阵政府首次失去马来西亚国会下议院的半数议席，失去联邦政权。在希望联盟政府上台后，首相署法律事务部长刘伟强于2018年8月8日在国会下议院提呈废除《2018年反假新闻法令》动议。该动议最终在2018年8月16日在国会下议院以简单多数通过三读，在国会下议院顺利通过。
然而，在该动议提呈至马来西亚国会上议院寻求通过时，国会上议院于2018年9月12日，以28票反对、21赞成和3票弃权，将废除《2018年反假新闻法令》动议挡下，该动议也随即被退回给国会下议院，无法顺利将《2018年反假新闻法令》废除。这也是马来西亚立法史上，第一个下议院通过但被上议院挡下的动议。首相署部长刘伟强事后接受媒体采访时表示，以国阵为首的国会上议院退回废除《2018年反假新闻法令》动议显然是为了羞辱希盟政府。

## 轶事
马来西亚政府提呈打假新闻法案，引起国内外关注。泰国英文报《民族日报》刊登漫画，嘲讽首相纳吉·阿都拉萨犹如真人版的小木偶皮诺丘（Pinocchio），因撒谎而鼻子变成一棵树。